# Lithostege dublicata
Lithostege dublicata là một loài bướm đêm trong họ Geometridae.